# レモン (U2の曲)
「レモン」（Lemon）は、U2の1993年アルバム『Zooropa』に収録されている曲で、シングルカットされた。

## 概要
Zooropaのレコーディング中にエッジがドラムマシーンとベースで作り、リズムと連動するゲート・エフェクトを使ってギター・パートを加え、完成させた。Lemonというのは、遠い親戚からボノの元へ送られてきた8ミリビデオにレモン色のドレスを着た24歳の母親が映っていたことから採った。「まぶしいほど明るいレモン色のドレスを着た若い女性のイメージが、曲に色気と遊び心を与えている一方で、愛する対象から切り離された男の哀愁がそこにはある」と『U2 By U2』でボノも語る。
このレモンのドレスを着たアイリス・ヒューソンの8ミリフィルムは、イノセンス ・エクスプレス・ツアーの「Iris (Hold Me Close)」のパフォーマンスの時にスクリーンに映し出された。
またこの曲にはエッジの離婚問題も絡んでいる。つまり「出ていくこと」と「残ってしまうこと」の歌なのだ。
シングルはアメリカとオーストラリアのみでそれぞれ別ヴァージョンがリリースされ、多数のリミックスが収録されている。そのうちポール・オーケンフォールドが手がけた「Perfect Remix」はPopmartの際、メンバーが巨大レモンから登場する時に使われた。

## 収録曲

### Version 1 CD（日本盤）
1. Edit
2. Oakenfold Jeep Mix
3. Album Version
4. Morales BYC Version Dub

### Version 2（USA盤）
1. Bard Yard Club
2. Version Dub
3. Momo's Reprise
4. Perfecto Mix
5. Jeep Mix

## PV
- 監督：マーク・ニール
- プロデューサー：デビー・メイソン
- プロダクション：Kudos Productions
- D.O.P.：ジェイソン・リーヘル
- 編集：ジェリー・カーター
- ロケ地：Complete Video Facilities（ロンドン）
- 撮影日：1993年8月
- リリース日：1993年9月17日

エドワード・マイブリッジという19世紀のイギリスの写真家が発明した連続写真の方式が採られている。彼は動画の先駆者で、彼の写真は動画の研究の一環だった。彼の写真は堂宇物や人間が走っているところなど、あるものが動くところを捉えた多重画像であり、その動きを多重写真に写したものである。動いているように見せるために、しばし格子を利用した。また彼は初期の動画においても功績がある。彼は映画が誕生する前にズープラキシスコープという動画の装置を発明した。彼の映像作品のいくつかは「a man running」「man with cricket bat」というシンプルなタイトルが付けられている。

### Bard Yard Club Mix
- 監督：マーク・ニール
- プロデューサー：デビー・メイソン
- プロダクション：Kudos Productions
- D.O.P.：ジェイソン・リーヘル
- 編集：ジェリー・カーター
- ロケ地：Complete Video Facilities（ロンドン）
- 撮影日：1993年9月
- リリース日：1993年10月24日

オリジナルヴァージョンにある字幕がなく、挿入されている映像も若干違う。ヨーロッパではヘビロテされたが、北米ではほとんど流れなかった。

## アウトアピアランス
- Strictly Bass Too (1994) - アイランド・レコード・カナダが、当時急成長していたダンスミュージック市場向けに作ったコンピの第二弾。アイランド・レコード所属のミュージシャンの曲がダンスミックスされてノンストップで収録されている。U2は「Lemon (Bad Yard Club Mix)」のショートヴァージョンを提供している。
- Journey by Stadium DJ (1994) - ポール・オーケンフォルドのコンピ。「Lemon (The Perfecto Mix)」を収録。
- 『プレタポルテ』 (1994) -  ロバート・アルトマンの1994年の映画。 「Lemon (Perfecto Mix)」が劇中で使われ、サントラにも収録されている。
- Q: The Best Tracks from the Best Albums of 2002 (2002) - Qマガジンのコンピ。Qマガジンは2002年の年間ベストアルバムの1枚に『The Best of 1990 – 2000 & The B Sides』を選んだので、このアルバムに収録されている「Lemon (The Perfecto Mix)」をコンピに収録した。

## リミックス
- Bad Yard Remix (1993)

by David Morales 
(Lemon, Melon: Remixes for Propaganda収録)
- Version Dub (1993)

by David Morales 
(Lemon 収録)
- Momo's Reprise (1993)

by David Morales 
(Lemon, Achtung Baby 20th Anniversary Edition 収録)
- The Perfecto Mix (1993)

by Paul Oakenfold, Steve Osborne
( Lemon, Melon: Remixes for Propaganda, Achtung Baby 20th Anniversary Edition 収録) 
- Jeep Mix  (1993)

by Paul Oakenfold, Steve Osborne 
(Lemon, The Best of 1990–2000 収録)
- Oakenfold Jeep Mix (1993)

by Paul Oakenfold, Steve Osborne 
(Lemon 収録)
- Morales BYC Version Dub (1993)

by David Morales 
(Lemon 収録)

## オマージュ
- Grace - Skin to Skin (1993) -『Pop』でミキサーにクレジットされているスティーブ・オズボーンと『Actung Baby』～『All That You Can't Leave Behind』期にU2のリミックスを多数手掛けたポール・オーケンフォルドのユニット・Graceのこの曲の特にOrange Mixは「Lemon」の「Perfecto Mix」のリワークである。

## 評価

### イヤーオブ
- 1993年アイ・ウィークリー（カナダ）年間ベストシングル第15位[4]

### オールタイム
- 1999年「Last Night a DJ Saved My Life」が選ぶ音の工場的な50曲[5]

- 2003年ポール・モーリーが選ぶKraftwerkの影響が見られる121曲(Perfecto Mix)[6]
- 2004年Qマガジンが選ぶ持っておくべき1010曲:リミックス曲50(Perfecto Mix)[7]